# 于翰
翰（1541年—？），字思憲，一字憲甫，號忠臺，直隸真定府井陘縣人，匠籍，明朝政治人物。

## 生平
隆慶四年（1570年）庚午科順天府鄉試第五十八名，萬曆二年（1574年）登甲戌科會試第二百五十四名，廷試第三甲第四十五名進士。授洛阳县知县，初政严明，吏畏如神。後以庫銀被誣去職，士民惜之。官至徽州府同知。

## 家族
曾祖父于安；祖父于昆；父于進海，壽官。母張氏；繼母王氏。严侍下。